# Iwan Mefodjewitsch Managarow

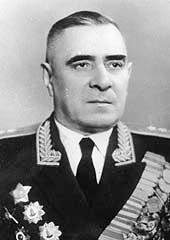
Iwan Mefodjewitsch Managarow

Iwan Mefodjewitsch Managarow (russisch Иван Мефодьевич Манагаров; * 31. Maijul. / 12. Juni 1898greg. in Jenakijewo; † 27. November 1981 in Jalta) war ein sowjetischer Generaloberst und wurde im Zweiten Weltkrieg als Held der Sowjetunion ausgezeichnet.

## Leben
Ivan Managarow wurde 1898 nordöstlich von Jusowka im Gouvernement Jekaterinoslaw in der heutigen Oblast Donezk geboren. Er besuchte die Sekundarschule nicht vollständig und arbeitete bereits mit 10 Jahren als Hilfsarbeiter im Kohlebergwerk Nr. 20 von Jusowka, nachdem seine Familie nach Jenakijewo übersiedelte, im Walzwerk der dort ansässigen Jenakijewer Metallfirma.

### Militärische Karriere
Mit Kriegsbeginn trat er im September 1914 in die zaristische Armee ein und wurde zunächst beim 5. Reserve-Kavallerie-Regiment in Balakleja ausgebildet. Er diente danach beim Aufklärungszug des 9. finnischen Schützenregiments im Rahmen des XXII. Armeekorps und wurde mit drei Kreuzen des Ordens des Heiligen Georg ausgezeichnet.
Im Juni 1915 schwer verletzt, verließ er die Reihen der kaiserlichen Armee und kehrte nach Jenakijewo zurück, wo er im Juli 1917 als Veteran von den Arbeitern zum stellvertretenden Kommandanten der dort gebildeten Roten Garde gewählt wurde. Im Februar 1918 trat er in die Rote Armee ein, erhielt im Mai 1918 das Kommando über ein Regiment der 1. Proletarischen Schützendivision und nahm an der Verteidigung von Zarizyn teil. Im März 1919 wurde er zum Kommandeur des 1. Ural-Regiments ernannt. Im Mai 1919 übernahm er das 22. Kavallerie-Regiment der 4. Kavallerie-Division und im Juli 1919 besetzte er die Position des stellvertretenden Kommandanten des 2. „Tamaner“ Kavallerie-Regiments der in Stawropol in Garnison liegenden 2. Kavallerie-Division. Danach nahm er an den Kämpfen der Roten Armee im Süden, Südwesten und im Kaukasus gegen Truppen unter Krasnow und Denikin teil. Im Juli 1920 wurde er zur weiteren Schulung auf die Budjonny-Kavallerieschule geschickt und beteiligte sich als Student an den Kämpfen gegen den Aufstand unter Nestor Machno. Für seinen erfolgreichen Kampf gegen die Konterrevolution wurde ihm vom Revolutionären Kriegsrat ein Ehrendiplom verliehen. Nach dem Abschluss der Kavallerieschule in Taganrog wurde er im September 1923 zum Kommandeur des 21 Kavallerieregiment der 4. Kavallerie-Division in den Militärbezirk Leningrad abkommandiert. Im März 1925 übernahm er das 46. Kavallerie-Regiment der 8. Kavallerie-Division in Turkestan und nahm an Kampfhandlungen gegen die Basmatschen teil. Im April 1926 wurde er Stabsoffizier beim 47. Kavallerieregiment der 11. Kavallerie-Division in Troitzk. 1928 studierte er an der Militärpolitischen Akademie und wurde 1931 zum Kommissar des 7. mechanisierten Regiments der in Minsk liegenden 7. Kavallerie-Division ernannt. Im Mai 1932 wurde er Kommandeur des 3. Kavallerieregiments der in Proskurow stationierten 1. Kavallerie-Division. Von Januar 1936 bis Juni 1938 absolvierte er eine topographische Lehrreise nach China und in die Mongolische Volksrepublik. Danach übernahm er im Juli 1938 das Kommando über die in Fernostasien stehende 8. Kavallerie-Division der 1. Rotbannerarmee und wurde am 4. Juni 1940 zum Generalmajor befördert.

### Im Deutsch-Sowjetischen Krieg
Nach der deutschen Invasion (Juni 1941) blieb er vorerst in Fernost und erhielt dort im November 1941 das Kommando über das 26. Schützenkorps. Im Januar 1942 nach Europa zurückgekehrt übernahm er das Kommando über das 16. Kavallerie-Korps im Moskauer Militärbezirk. Ab März 1942 befehligte er das 7. Kavallerie-Korps der 61. Armee das am rechten Ufer des Flusses Oka in der Nähe der Stadt Belew eingesetzt war. Im April war das Korps in die Reserve der Brjansker Front zurückgezogen worden. Im Dezember 1942 wurde Managarow zum Befehlshaber der 41. Armee bei der Kalininfront ernannt und beteiligte sich an der Rshew-Wjasma-Operation. Bis März 1943 konnten seine Truppen 317 Siedlungen, einschließlich der Stadt Bjeloj befreien.
Von März bis Dezember 1943 und nochmalig ab März 1944 befehligte er die 53. Armee, dazwischen stieg er am 29. August 1943 zum Generalleutnant auf. Seine Truppen nahmen im Juli 1943 an der Schlacht von Kursk und im Herbst an der Schlacht am Dnjepr teil, wobei sie an der Befreiung von Poltawa und Krementschug mitwirkten. Die 53. Armee nahm im Januar 1944 auch an der Befreiung von Kirowograd teil, danach waren Managarows Truppen an der Korsun-Schewtschenkowsker Operation (Februar 1944) und an der Uman-Botosaner Operation beteiligt. Nach der Durchbruchsoffensive der 2. Ukrainischen Front zwischen Jassy-Kischinew (August 1944) war seine Armee an der Besetzung von Cluj beteiligt. Während der Operationen in Ungarn war Managarows Armee als Reserve im Raum Budapest konzentriert und besetzte 1945 Bratislava. Es folgte die erfolgreiche Überquerung der Morava und die Besetzung von Brünn. Am 28. April 1945 wurde ihm per Dekret vom Präsidium des Obersten Sowjet der Titel Held der Sowjetunion, der Leninorden und die Medaille des Goldenen Sterns zuerkannt, am 29. Mai 1945 folgte seine Rangerhöhung zum Generaloberst. Im Juni 1945 wurde die 53. Armee in den Fernen Osten verlegt und der Transbaikalfront zugeteilt. Während der Operation Auguststurm nahm er im August 1945 an der Chingan-Mukden-Offensive teil. Für die Besetzung der Städte Hinggan, Dandong und Chaoyang wurde er mit einem weiteren Rotbannerorden ausgezeichnet.

### Nachkriegszeit
Nach dem Krieg kommandierte Managarow die 53. Armee noch bis zu ihrer Auflösung im Dezember 1945. Ab März 1946 absolvierte er höhere Führerkurse an der Höheren Militärakademie des Generalstabes und im Februar 1947 wurde Kommandeur der 4. Armee im Militärbezirk Transkaukasus. Im Juni 1949 übernahm er die Position des Kommandanten der Luftverteidigung im Bezirk Kiew. Zwischen 1949 und 1953 kommandierte er die Luftverteidigungstruppen. Er wurde im Laufe seiner Karriere dreimalig den Leninorden, den Orden der Oktoberrevolution, dreimal den Orden des Rotbanners, jeweils einmal den Suworow- und Kutusoworden 1. Klasse und andere Medaillen ausgezeichnet. Im September 1953 zog er sich aus gesundheitlichen Gründen in den Ruhestand zurück. Er starb 1981 in Jalta und wurde auf dem dortigen alten Friedhof begraben.
| Personendaten    | Personendaten                         |
| ---------------- | ------------------------------------- |
| NAME             | Managarow, Iwan Mefodjewitsch         |
| ALTERNATIVNAMEN  | Манагаров, Иван Мефодьевич (russisch) |
| KURZBESCHREIBUNG | sowjetischer Generaloberst            |
| GEBURTSDATUM     | 12. Juni 1898                         |
| GEBURTSORT       | Jenakijewo                            |
| STERBEDATUM      | 27. November 1981                     |
| STERBEORT        | Jalta                                 |